# Stazione di servizio dell'Île des Sœurs
La ex Stazione di servizio dell'Île des Sœurs è un edificio situato a Montreal, all'Île des Sœurs, progettato nel 1968 ed esempio architettonico del Movimento Moderno.
La struttura fu disegnata da Ludwig Mies van der Rohe, che lavorò assieme a due project manager della sua agenzia, Joseph Fugikawa e Gerry Johnson, e all'architetto Paul H. Lapointe, esperto in stazioni di servizio.
Rimasta chiusa per alcuni anni, è stata ristrutturata e convertita a centro culturale.
È stata la prima stazione di servizio dell'isola, commissionata dalla Imperial Oil.

## Architettura

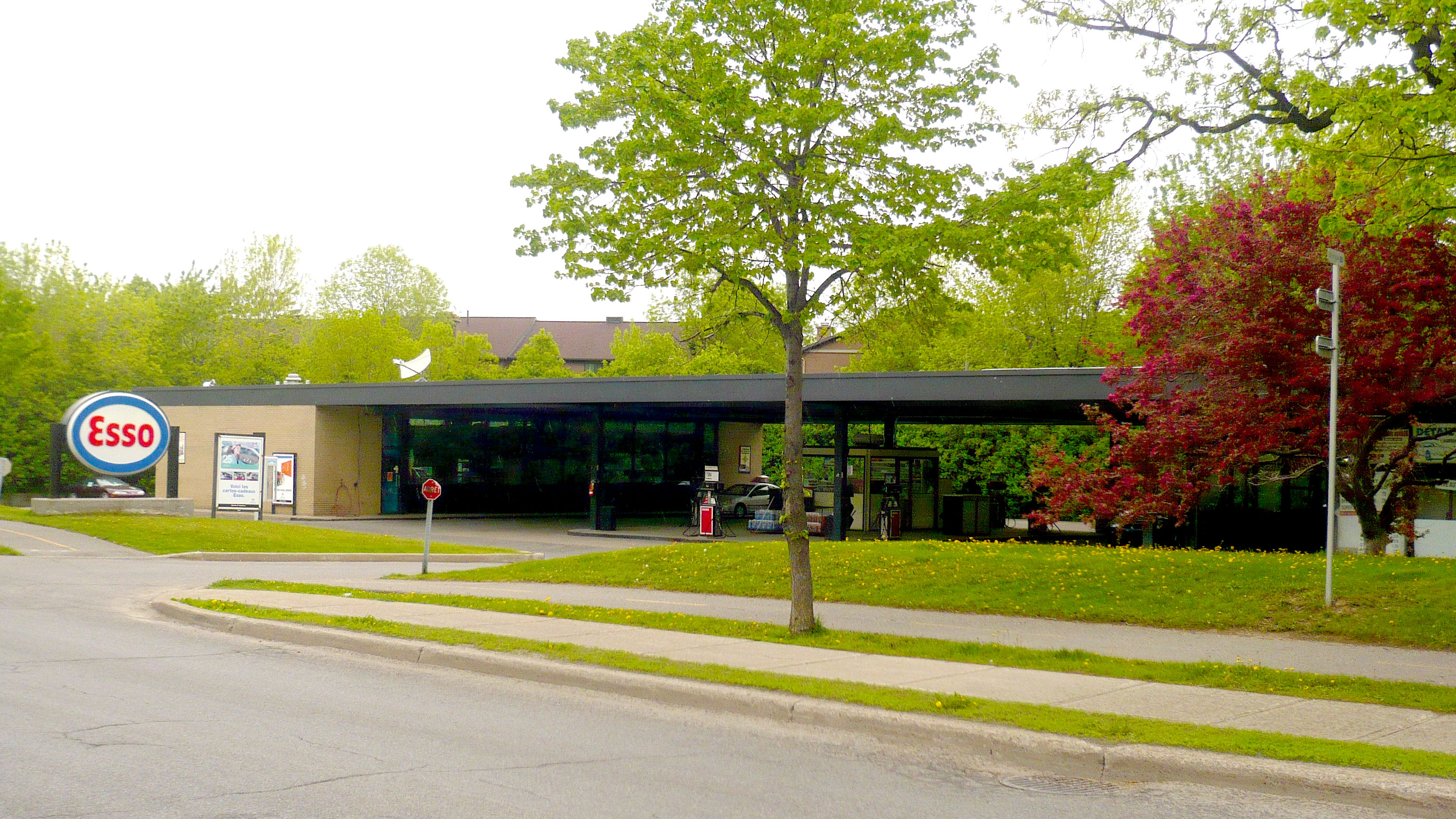
L'impianto nel 2007, poco prima della chiusura

L'impianto fu progettato da Mies van der Rohe tra il 1967 e il 1968 per la Esso, proprietaria della Imperial Oil.
Ritenuta da alcuni come "la stazione di servizio più bella del mondo", è un esempio architettonico del Movimento Moderno; è caratterizzata da una pensilina rettangolare poggiante su una struttura d'acciaio dipinta di nero.
Le pareti dell'edificio sono realizzate con ampie vetrate, che danno luce agli spazi interni che ospitavano l'officina, il negozio e gli spazi di accoglienza.

## Centro culturale
Nel 2008 la stazione di servizio viene chiusa; in seguito il quartiere di Verdun ha trasformato l'edificio in un centro artistico denominato La Station. Eric Gauthier, che ha curato il progetto, ha ricostruito i due padiglioni di vetro con le loro dimensioni originali di 93 m2.
La Station è un centro culturale per teenager e anziani; i due spazi principali sono chiamati salle blanche (sala bianca) e salle noire (sala nera) per i colori del pavimento.
L'originale cabina in vetro dell'addetto al rifornimento espone la storia di Mies van der Rohe e dell'edificio, mentre in corrispondenza degli ex distributori di carburante sono posizionati dei pozzi di ventilazione. Il centro utilizza energia geotermica.